# Общая хирургия

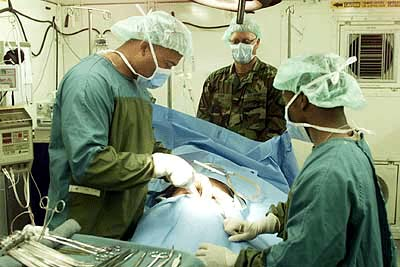
Хирургическая операция

Общая хирургия (лат. chirurgia; греч. cheir рука + ergon действие) — это раздел хирургии, сфокусированный на органах брюшной полости, включая пищевод, желудок, тонкую кишку, толстую кишку, печень, поджелудочную железу, желчный пузырь и желчные пути, также зачастую щитовидную железу (в зависимости от возможностей специалистов). Также они имеют дело с заболеваниями кожи, груди, мягких тканей и грыжей. Раздел, направленный не только на лечение, но также и на диагностику, исследования заболеваний и нарушений и их профилактику.

## Сфера деятельности
Общие хирурги могут специализироваться в одной или нескольких из следующих дисциплин:

### Травматическая хирургия
Травматическая хирургия — раздел хирургии, занимающийся оказанием медицинской помощи при повреждениях опорно-двигательного аппарата, мягких тканей, сосудов, нервов и внутренних органов, возникших в результате травм. Включает диагностику, неотложное вмешательство, стабилизацию состояния пострадавшего, а также восстановительные и реконструктивные операции. Травматическая хирургия охватывает широкий спектр состояний: переломы костей, вывихи, ранения, политравму, сочетанные повреждения, черепно-мозговые и торакальные травмы. Является неотъемлемой частью экстренной медицины и тесно связана с ортопедией, нейрохирургией и реаниматологией. Современная практика включает использование малоинвазивных технологий, остеосинтеза, имплантатов и методов комплексной реабилитации. 

### Лапароскопическая хирургия
Это относительно новая специальность, которая позволяет получить доступ минимальными методами с использованием камер и небольших инструментов, вставленных через 0,3—1-сантиметровые разрезы.

### Колоректальная хирургия
Раздел хирургии, связанный с нарушениями прямой кишки, ануса и ободочной кишки.

### Хирургия груди
Хирургия груди — направление хирургии, занимающееся диагностикой, лечением и реконструкцией тканей молочной железы. Включает как онкологические вмешательства (например, мастэктомию и органосохраняющие операции при раке молочной железы), так и операции при доброкачественных новообразованиях, воспалительных заболеваниях и травмах.
Современная хирургия груди направлена не только на удаление патологических образований, но и на сохранение формы и функции молочной железы. Широко применяются пластические и реконструктивные методы, позволяющие восстанавливать внешний вид груди после удаления опухоли.
Также в сферу этой дисциплины входят профилактические операции у женщин с высоким риском развития рака молочной железы (например, при наличии мутаций BRCA1/2). Хирурги груди тесно сотрудничают с онкологами, маммологами, радиологами и генетиками, обеспечивая индивидуальный и комплексный подход к лечению пациентов.

### Сосудистая хирургия
Сосудистая хирургия — область хирургии, специализирующаяся на диагностике и лечении заболеваний кровеносных и лимфатических сосудов, за исключением сердца и внутримозговых сосудов. Она охватывает широкий спектр патологий: от атеросклероза и аневризм до тромбозов, варикозной болезни и врожденных сосудистых аномалий.
Основная цель сосудистой хирургии — восстановление нормального кровотока, предотвращение ишемии тканей и осложнений, таких как инсульт, гангрена или тромбоэмболия.
Современная сосудистая хирургия включает как традиционные открытые операции, так и малоинвазивные методы — эндоваскулярные вмешательства (например, установка стентов, ангиопластика). Это позволяет снизить травматичность лечения и сократить время восстановления пациента. Сосудистые хирурги тесно сотрудничают с кардиологами, флебологами и радиологами, обеспечивая комплексный подход к лечению сосудистых заболеваний.

### Трансплантология
Ответственность за все аспекты предоперационного, оперативного и послеоперационного ухода за брюшной полостью пациентов после трансплантации органов.

### Онкологическая хирургия
Онкохирургия — раздел клинической онкологии, занимающийся диагностикой и оперативным лечением злокачественных новообразований. Основная цель которого — полное удаление опухоли с минимальным риском рецидива, что часто включает иссечение первичной опухоли, прилежащих тканей и регионарных лимфоузлов.
Онкохирургия является одним из ключевых методов лечения рака как на ранних, так и на поздних стадиях заболевания — как самостоятельный способ, либо в сочетании с химиотерапией, лучевой терапией, иммунотерапией.
Особенностью онкохирургии является необходимость соблюдения онкологических принципов (например, абластики и антибластики), чтобы исключить распространение опухолевых клеток во время операции. Кроме того, современные методы включают органосохраняющие вмешательства и реконструктивную хирургию, что позволяет улучшить качество жизни пациентов.